# Альто-Маэстрасго
Альто-Маэстрасго (исп. Alto Maestrazgo)  — район (комарка) в Испании, входит в провинцию Кастельон в составе автономного сообщества Валенсия.

## Муниципалитеты
| Муниципалитет        | Население | Площадь км² | Плотность населения чел./км² |
| -------------------- | --------- | ----------- | ---------------------------- |
| Вильяфранка-дель-Сид | 2.480     | 93,80       | 26,43                        |
| Альбокасер           | 1.381     | 82,30       | 16,78                        |
| Бенасаль             | 1.328     | 79,60       | 16,68                        |
| Кати (Кастельон)     | 861       | 102,30      | 8,41                         |
| Кулья                | 669       | 116,30      | 5,75                         |
| Тирич                | 551       | 42,30       | 13,02                        |
| Арес-дель-Маэстре    | 218       | 118,70      | 1,83                         |
| Торре-де-Эмбесора    | 180       | 11,70       | 15,38                        |
| Вильяр-де-Канес      | 178       | 15,90       | 11,19                        |